# Saint-Rambert-en-Bugey (tổng)
Tổng Saint-Rambert-en-Bugey là một tổng của Pháp nằm ở tỉnh Ain trong vùng Rhône-Alpes.

## Địa lý
Tổng này được tổ chức xung quanh Saint-Rambert-en-Bugey ở quận Belley. Độ cao ở đây từ 257 m (Torcieu) đến 1 086 m (Hostiaz) với độ cao trung bình 473 m.

## Hành chính
| Giai đoạn | Ủy viên             | Đảng | Tư cách                                        |
| --------- | ------------------- | ---- | ---------------------------------------------- |
| 2001-2004 | Jean-Claude Marquis | DVD  | Démissionnaire suite à condamnation judiciaire |
| 2004-2008 | Gilbert Bouchon     | DVG  | Maire de Saint-Rambert-en-Bugey                |
| 2008-2014 | Gilbert Bouchon     | DVG  | Maire de Saint-Rambert-en-Bugey                |

## Số đơn vị
Tổng Saint-Rambert-en-Bugey groupe 12 xã và có dân số 4 949 dân (theo điều tra dân số năm 1999, số lượng không tính trùng).
| Xã                     | Dân số | Mã bưu chính | Mã insee |
| ---------------------- | ------ | ------------ | -------- |
| Arandas                | 135    | 01230        | 01013    |
| Argis                  | 390    | 01230        | 01017    |
| Chaley                 | 106    | 01230        | 01076    |
| Cleyzieu               | 116    | 01230        | 01107    |
| Conand                 | 69     | 01230        | 01111    |
| Évosges                | 109    | 01230        | 01155    |
| Hostiaz                | 62     | 01110        | 01186    |
| Nivollet-Montgriffon   | 87     | 01230        | 01277    |
| Oncieu                 | 78     | 01230        | 01279    |
| Saint-Rambert-en-Bugey | 2 065  | 01230        | 01384    |
| Tenay                  | 1 086  | 01230        | 01416    |
| Torcieu                | 646    | 01230        | 01421    |

## Biến động dân số
| 1962                                                     | 1968  | 1975  | 1982  | 1990  | 1999  |
| -------------------------------------------------------- | ----- | ----- | ----- | ----- | ----- |
| 6 439                                                    | 6 846 | 5 865 | 5 440 | 5 108 | 4 949 |
| Nombre retenu à partir de 1962 : dân số không tính trùng |       |       |       |       |       |